# Analogia (retorica)
L'analogia (dal greco ἀναλογία) è una figura retorica che consiste nell'accostamento e nella comparazione, all'interno di un testo sia scritto sia orale, tra due o più parole seguendo la loro somiglianza semantica (cioè parole simili tra loro per significato). Può esser definita come una sorta di metafora estrema in cui il termine sostitutivo ha con quello sostituito un rapporto di somiglianza minimo o altamente soggettivo.
Si tratta di uno strumento caratteristico dell'arte oratoria filosofica o politica, ma che non garantisce affatto che alla pretesa somiglianza tra le due parole corrisponda un'effettiva correlazione semantica (cioè di significato) - se non, per l'appunto, quella che l'oratore ha voluto instillare nella mente dei suoi uditori. L'analogia è spesso usata in sostituzione della metafora a partire dalle scelte stilistiche dei poeti del decadentismo.